# Welcome to the Pleasuredome
Welcome to the Pleasuredome è l'album d'esordio della band inglese Frankie Goes to Hollywood pubblicato nel 1984.
Originalmente un doppio vinile per via della durata di 64 minuti, si decise di pubblicarlo in questo formato in seguito al grande successo riscosso dai singoli Relax e Two Tribes, e The Power of Love (che suonarono in play-back al Festival di Sanremo 1985).
Le cover includono Born to Run di Bruce Springsteen, Do You Know the Way to San Jose (qui intitolata San Jose (The Way)) di Burt Bacharach, e War di Barrett Strong e Norman Whitfield.
Sono presenti alcune ballate quali Black Night White Light e Wish (The Lads Were Here) che cita i Pink Floyd sia nel titolo, simile a Wish You Were Here, che nella seconda parte strumentale include un sottofondo di chitarra acustica accompagnata da una chitarra elettrica. La title track è ispirata al rock progressivo.

## Tracce
Tutti i brani sono stati scritti da Holly Johnson, Mark O'Toole, Brian Nash e Peter Gill, eccetto dove diversamente indicato. Tuttavia di seguito sono indicati gli effettivi autori di ogni brano.
- Lato 1 ("F")

1. "Well..." (Andy Richards) – 0:55
2. "The World Is My Oyster" – 1:02 (testo: Johnson - musica: O'Toole/Nash)
3. "Snatch of Fury (Stay)" (Gerry Marsden) – 0:36
4. "Welcome to the Pleasuredome" – 12:58 (testo: Johnson - musica: O'Toole/Nash/Gill)

- Lato 2 ("G")

1. "Relax (Come Fighting)" (testo: Johnson - musica: O'Toole/Gill) – 3:56
2. "War (...and Hide)" (Barrett Strong/Norman Whitfield) – 6:12
3. "Two Tribes (For the Victims of Ravishment)" (testo: Johnson - musica: O'Toole/Gill) – 3:23
4. "The Last Voice" – 0:35

- Lato 3 ("T")

1. "Ferry (Go)" (Marsden) – 1:49
2. "Born to Run" (Bruce Springsteen) – 3:56
3. "San Jose (The Way)" (Burt Bacharach/Hal David) – 3:09
4. "Wish (The Lads Were Here)" (testo: Johnson - musica: O'Toole/Gill) – 7:35

- Lato 4 ("H")

1. "Krisco Kisses" – 2:57 (testo: Johnson - musica: Nash/Gill/O'Toole)
2. "Black Night White Light" – 4:05 (testo: Johnson - musica: O'Toole/Nash)
3. "The Only Star in Heaven" – 4:16 (testo: Johnson - musica: O'Toole/Nash/Gill)
4. "The Power of Love" – 5:28 (testo: Johnson - musica: Nash/O'Toole)
5. "Bang" – 1:08 (O'Toole/Gill/Nash)

## Crediti
- Holly Johnson: voce principale
- Brian Nash: chitarra
- Peter Gill: batteria
- Mark O'Toole: basso
- Paul Rutherford: seconda voce
- J. J. Jeczalik: tastiere, programmazione
- Andrew Richards: tastiere
- Louis Jardim: percussioni
- Anne Dudley: tastiere, arrangiamenti orchestrali in "The Power of Love"
- Steve Lipson: chitarra
- Steve Howe : chitarra acustica in "Welcome to the Pleasuredome", basso in "Two Tribes"
- Trevor Rabin: chitarra

## Produzione
- Trevor Horn
- Ingegneri: Stuart Bruce, Steve Lipson